# MYO1B
MYO1B是一个位于人类2号染色体上的基因，编码一种隶属肌凝蛋白超家族的蛋白肌凝蛋白-Ib（Myosin-Ib）。MYO1B编码的肌凝蛋白-Ib是一种非典型的肌凝蛋白，与编码肌凝蛋白-1的MYH1是两种不同的基因。MYO1B基因的基因突变突变可能会导致耳聋、大肠癌等疾病。